# Protodufourea koso
Protodufourea koso är en biart som beskrevs av Richard Mitchell Bohart och Griswold 1997. Protodufourea koso ingår i släktet Protodufourea och familjen vägbin. Inga underarter finns listade i Catalogue of Life.